# Polymetme

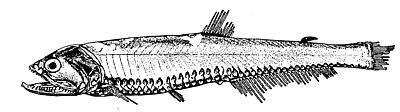
Polymetme corythaeola

Polymetme és un gènere de peixos pertanyent a la família Phosichthyidae.

## Descripció
- Cos allargat amb els ulls normals i la boca grossa.
- L'origen de l'aleta anal es troba a sota del final de la base de l'aleta dorsal.
- La base de l'aleta anal és més de dues vegades la longitud de la base de l'aleta dorsal.
- Aleta adiposa dorsal curta.
- Presència de fotòfors.[2]

## Hàbitat
Són peixos que es troben a les regions tropicals i subtropicals dels oceans, bentopelàgics i associats a les muntanyes submarines i els talussos continentals i insulars. Els joves i els adults acostumen a viure entre els 165 i els 800 m de fondària sense, probablement, realitzar migracions verticals diàries.

## Taxonomia
- Polymetme andriashevi (Parin & Borodulina, 1990)[3]
- Polymetme corythaeola (Alcock, 1898)[4]
- Polymetme elongata (Matsubara, 1938)[5]
- Polymetme illustris (McCulloch, 1926)[6]
- Polymetme surugaensis (Matsubara, 1943)[7]
- Polymetme thaeocoryla (Parin & Borodulina, 1990)[3][8][9][10][11][12][13]